# Zeitungsente
Als Zeitungsente (seltener auch Zeitungssage, kurz auch Ente) wird umgangssprachlich eine Falschmeldung in Zeitungen bezeichnet. Als „Zeitungsente“ bezeichnet man sowohl bewusste Fälschungen („Tatarenmeldungen“) als auch Irrtümer.

## Begriffsherkunft
Die Herkunft des Begriffs ist nicht eindeutig geklärt. In jüngster Zeit scheint sich die Ansicht durchzusetzen, dass die Zeitungsente im 19. Jahrhundert aus dem Französischen in den deutschen Sprachgebrauch kam, in Anlehnung an den Ausdruck ‚donner des canards‘ (‚Enten geben‘, ‚lügen‘) oder ‚vendre des canards à moitié‘ (‚Enten zur Hälfte verkaufen‘, ‚nicht die ganze Wahrheit sagen‘). Nach Roger Alexandre findet sich der Ausdruck in dieser Bedeutung bereits in der 1616 erschienenen Sammlung Comédie de Proverbes von Montluc. Woher die Verbindung der Ente zur Unwahrheit kommt, ist unklar. Vermutet wird, dass die Ente als unzuverlässige Brüterin galt.
Im Bildarchiv Preußischer Kulturbesitz befindet sich eine Karikatur von Andreas Geiger, die um 1840 entstanden ist und den Titel Der journalistische Eiertanz trägt. Sie zeigt einen Schreiberling mit seinen Utensilien und einer Umhängetasche, aus der zwei Enten herausschauen, die als „Journal-Enten“ beschriftet sind.
Auch im Englischen steht das französische Lehnwort canard für „Zeitungsente“. Im Französischen selbst ist es jedoch ein umgangssprachlicher Ausdruck für ‚Zeitung‘, sodass auch der Titel des traditionsreichen französischen Satireblattes Le Canard enchaîné als „Die angekettete Zeitung“ und nicht im Sinne von „Zeitungsente“ zu verstehen ist.
In der Wochenschrift Die Gegenwart, gegründet 1872 und herausgegeben durch Paul Lindau (1839–1919), wird (nach einer Notiz im Fremdenblatt, Wien, vom 26. August 1876) in einem Artikel über das „Pariser Argot“ die Bedeutung des Wortes „Zeitungsente“ mit „falscher Zeitungsnachricht“ erklärt und dazu folgende Anekdote aus einem 1776 in Paris erschienenen Industriellen Lexikon wiedergegeben: „Die ‚Landwirthschaftliche Ztg.’ veröffentlicht ein eigenthümliches Verfahren, um wilde Enten zu fangen. Man kocht eine starke und lange Eichel in einem Absud von Sennesblättern und Jalape. Die so zubereitete Eichel bindet man an einen dünnen, aber starken Faden in der Mitte fest und wirft sie darauf ins Wasser. Das Ende des Fadens behält man in der Hand und verbirgt sich. Die Ente schwimmt heran und verschluckt die Eichel; diese aber hat in ihrer Zubereitung eine starke purgative Wirkung und kommt sofort wieder zum Vorschein; darauf kommt eine andere Ente und verschluckt diese wiederum, eine dritte, eine vierte, und sofort. Sie reihen sich alle an demselben Faden auf. Man berichtet bei dieser Gelegenheit, daß ein Huisier in der Nähe von Guê-de-Chaussée 20 Enten auf diese Weise aufgereiht habe. Darauf flogen die Enten auf und nahmen den Huisier mit; der Strick riß und der unglückliche Jäger brach ein Bein.“ Die Notiz schließt mit der Feststellung: „Diese Urgroßmutter aller Münchhauseniaden und Zeitungsenten wurde dann das Prototyp des Pariser ‚canard’, der deutschen ‚Ente’.“

## Andere Herkunftstheorien

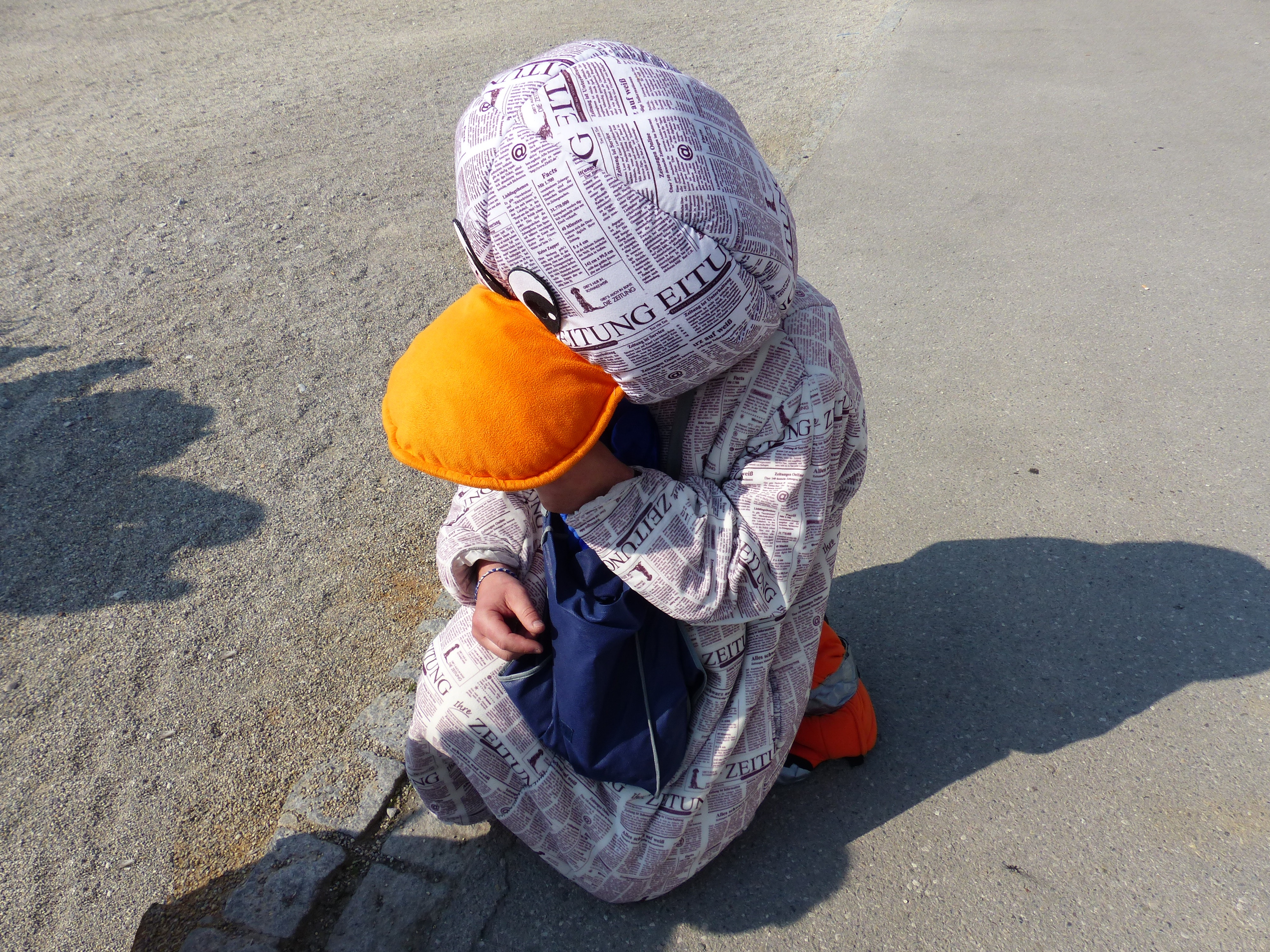
Die sprichwörtliche Zeitungsente als Faschingskostüm

### N. T.
Sehr häufig wird behauptet, dass der Begriff sich phonetisch aus der Abkürzung ‚N. T.‘ (oder auch ‚nt‘; englisch: not testified oder ganz einfach aus not true) ableitet, die in einigen englischsprachigen Zeitungen hinter nicht überprüften Meldungen den unklaren Wahrheitsgehalt kennzeichnet. Die Bezeichnung entstammt dem Lateinischen non testatum (‚nicht geprüft‘).
Nach dem Zweiten Weltkrieg bekamen viele deutsche Zeitungen ihre Informationen von den amerikanischen und britischen Streitkräften. Diese Informationen konnten aber oft nicht überprüft werden. Daher wurden sie mit dem Zusatz ‚N.T.‘ versehen. Da auch falsche Meldungen dabei waren, entwickelte sich ‚NT‘ in der Umgangssprache zur Ente und damit zur Zeitungsente.
Es deutet einiges darauf hin, dass diese Erklärung selbst eine Ente ist.

### Blaue Enten
Eine Theorie der Brüder Grimm führt den Ausdruck auf Martin Luther zurück, den sie mit den Worten zitieren: „So kömpts doch endlich dahin, das an stat des evangelii und seiner auslegung widerumb von blaw enten gepredigt wird.“ Die „blauen Enten“ stehen als Sinnbild für die Irrlehre.

### Lugende
Georg Büchmann leitet in seinen Geflügelten Worten den Begriff wie folgt her: Luther verwendete in einer Predigt das Wort Lugenda für eine seiner Meinung nach unglaubwürdige Legende über Franz von Assisi. Dieses Wort griff später Hans Jakob Christoffel von Grimmelshausen auf (‚Lugende‘ in Das wunderbarliche Vogel-Nest, 1672). Bei Christian Reuter (Schelmuffskys curiöse und sehr gefährliche Reisebeschreibung zu Wasser und Lande, von E. S. 1696) heißt es Lüg-Ente, im Laufe der Zeit zu Ente verkürzt.
Im späten 15. und im frühen 16. Jahrhundert war die Rede von ‚blauen Enten‘ in der Narren- und vor allem der Predigtliteratur ein gern genutztes Sprachbild für Lüge und Lügen, das sich im späten 16. Jahrhundert dann aber verlor. Es findet sich dann erst wieder in Sprichwörtersammlungen und in der unterrichtswissenschaftlichen Diskussion des 19. Jahrhunderts.

### Verwandte Themen
- Fingierter Lexikonartikel, erfundene Artikel in Lexika
- Grubenhund, eine Ente, die bei aufmerksamem Lesen erkennbar ist, aber bei oberflächlichem Überfliegen nicht auffällt und mit deren Hilfe Journalisten der Nachlässigkeit überführt werden sollen
- Hoax, im Deutschen meist bedeutungsverengt: eine Falschmeldung, die über elektronische Medien verbreitet wird (auch: ein vermeintliches Schadprogramm wie z. B. ein Computervirus, der gar keiner ist); im Englischen ziemlich genau das, was im Deutschen mit „Ente“ bezeichnet wird
- Urban Legend, eine Falschmeldung, die weitererzählt wird (also eine moderne Form des Gerüchts oder des Dorfklatsches, bei dem am Ende womöglich das Gegenteil dessen herauskommt, was tatsächlich geschah)
- Fake News, manipulativ verbreitete, vorgetäuschte Nachrichten

### Musterbeispiele
- Great Moon Hoax von 1835, über die angebliche Entdeckung von Leben auf dem Mond
- Angebliches Duell zwischen Fürstin Metternich und Gräfin Kielmansegg vom August 1892
- Eisenbahnunfall von Nowy Dwór, ein vermutlich nie geschehenes Zugunglück